# 伊秩靡
伊秩靡（?—?），是乌孙的大昆弥，翁归靡与刘解忧的孙子，元贵靡的弟弟左大将大乐的儿子，星靡的从弟。
前16年，小昆弥末振将派贵族乌日领刺杀雌栗靡。汉朝中郎将段会宗立伊秩靡为大昆弥。不久，末振将被杀，小昆弥由安犁靡担任。末振将的弟弟卑爰疐联合康居，欺凌乌孙，乌孙两昆弥害怕，更加亲倚西域都护。汉哀帝元寿二年（前1年），大昆弥伊秩靡与匈奴单于一起入朝朝见汉哀帝，汉朝引以为荣。卑爰疐杀乌日领降汉，汉封为归义侯。卑爰疐再次侵陵两昆弥，西域都护孙建将他袭杀。